# Torno dental

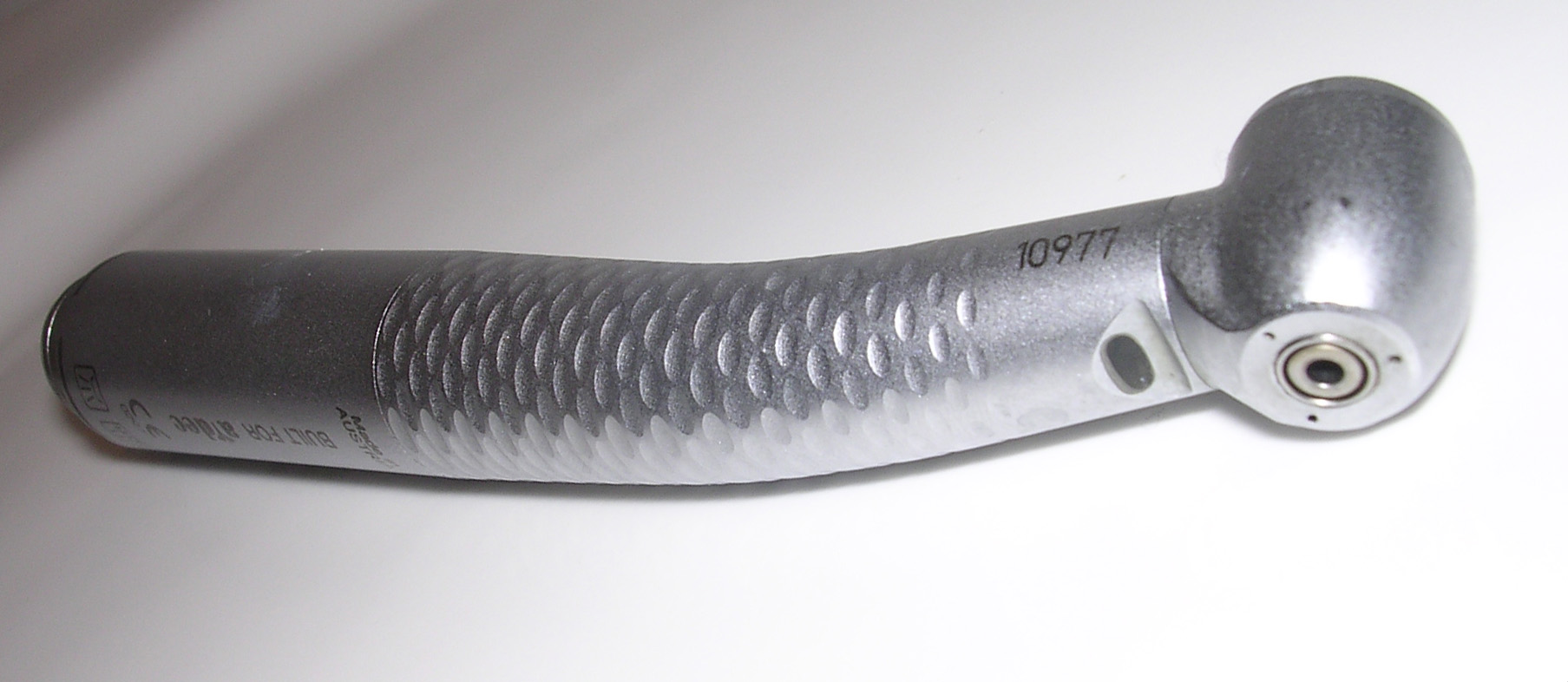
turbina dental

El torno dental es un pequeño taladro que gira a gran velocidad utilizado en la odontología para retirar y reparar piezas dentales. 
Por extensión se le conocía también como taladro de dentista y actualmente como turbina dental.

## Historia
Aunque existen pruebas de que hace 9000 años, en la cultura del valle del Indo, en la Edad del Bronce ya se utilizaban tornos dentales, el aparato moderno data del Erado inventado por el odontólogo británico George Harrington en 1864. Harrington adaptó el mecanismo de un reloj a cuerda para lograr que una pequeña broca girara durante alrededor de dos minutos. Cuatro años más tarde, en 1868, el odontólogo estadounidense George F. Green ideó un torno neumático que funcionaba con un pedal accionando un fuelle y que alcanzaba las 2000 rpm. Sería Green quien, en 1875, patentaría el primer torno dental eléctrico.
El torno dental eléctrico se usó hasta finales de la década de 1950, cuando se introdujo la turbina que funciona con aire comprimido, que puede alcanzar hasta 500.000 rpm.